# Mombaroccio
Mombaroccio település Olaszországban, Marche régióban, Pesaro és Urbino megyében. Lakosainak száma 2097 fő (2023. január 1.). Mombaroccio Fano, Monteciccardo, Pesaro, Colli al Metauro és Cartoceto községekkel határos.

## Népesség
A település lakossága az elmúlt években az alábbi módon változott:
| Lakosok száma | 2107 | 2100 | 2097 |
|               | 2017 | 2018 | 2023 |